# Folcloristică

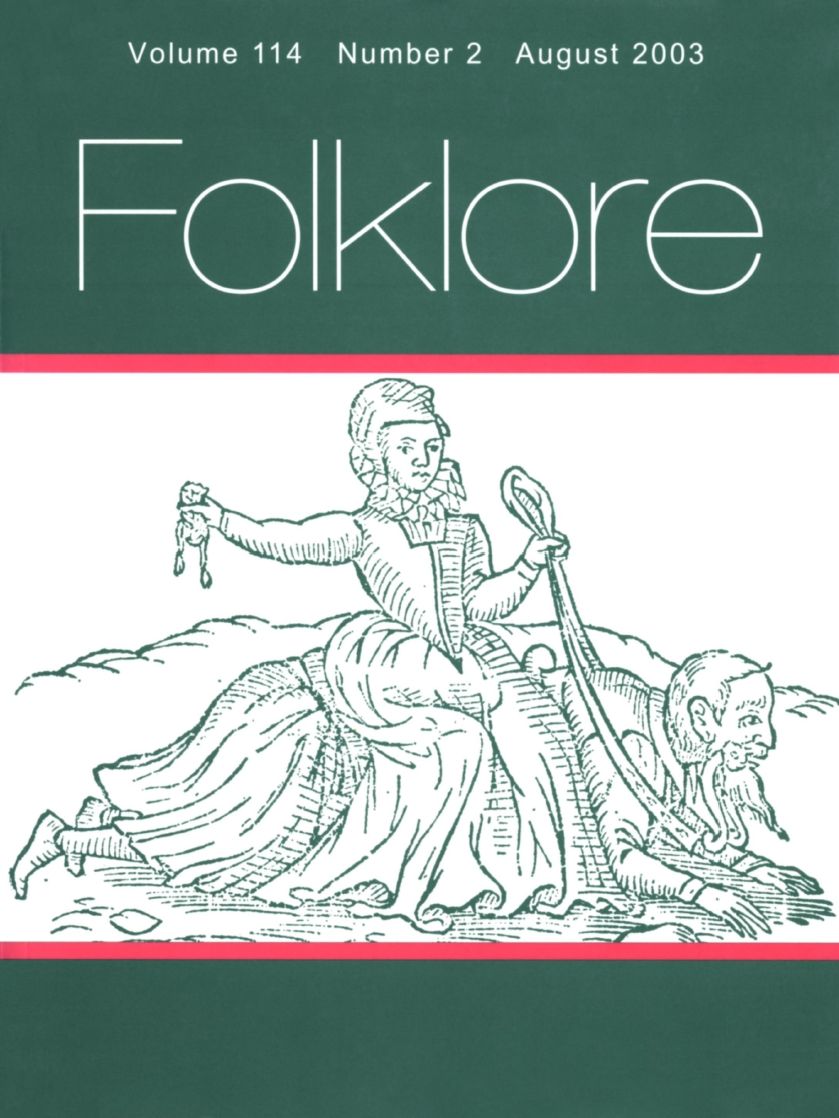
Publicația Folklore din 2003

Folcloristica este știința care studiază folclorul.
De multe ori se face confuzie între cei doi termeni, așa cum se întâmplă, de pildă, în DEX-ul din 1996.
Pentru folclor și folcloristică, pentru definirea și delimitarea lor, vom reda câteva citate din Sabina Ispas, unul dintre cei mai reputați folcloriști români:
Folclorul sau cultura profundă constituie obiectul de studiu al disciplinei numite folcloristică. Specialiștii angajați în acest demers se numesc folcloriști. În aparență, afirmația pare nesemnificativă. Pentru a putea face o circumscriere corectă sferei de autoritate a folcloristicii față de disciplinele complementare - etnomuzicologie, etnocoreologie, etnologie și antropologie culturală - ar trebui, în fapt, să se delimiteze fenomenul și noțiunea reprezentate de folclor față de altele posibile a căror arie de exprimare ar trebui să fie studiată, exclusiv, în cadrul altor discipline. S-ar putea stabili dacă diferențele se află în corpul fenomenului amintit, la nivelul obiectului de studiu sau al metodologiei, în specificul elaborării instrumentelor de lucru, al metodelor de investigare și al scopurilor finale pentru care au fost întreprinse, în cele din urmă, demersurile științifice. Apreciem că o discuție, cu caracter interdisciplinar, proiectată în acest scop, nu a fost realizată nici în instituții cu veche tradiție, specializate în cercetarea din domeniile menționate, în alte părți ale lumii. Problema a redevenit actuală după spectaculoasa dezvoltare industrială din ultimele decenii, dar tratatele de etnologie, dicționarele și cărțile de folcloristică au analizat, preferențial, pozițiile personalităților implicate în cercetare și definițiile cu care acestea operează, nu datele referitoare la tehnicile concrete prin care folcloristica și entomuzicologia, de exemplu, își creează documentele devenite, în timp, material de referință pentru patrimoniul cultural imaterial al umanității. Mulți ani, în multe locuri, antropologia socială a folosit, astfel, date oferite de arheologie, antropologie fizică, folcloristică sau etnologie pentru studiu și interpretare.
Datorită, deschiderii unor noi perspective... conceptul de folclor a fost amendat, s-au făcut delimitări și redefiniri ale materiei obiectului de cercetat, o dată cu îmbogățirea metodologiilor de investigare, a bazei teoretice, cu precizări aduse terminologiei strategice, la nivelul disciplinelor etnologice. Periodic, în studiile umaniste sunt înregistrate revizuiri ale interpretărilor anterioare, se descifrează sensuri noi.